# Vladimir Sergeevič Ignatovskij
Vladimir Sergeevič Ignatovskij (in russo Владимир Сергеевич Игнатовский?; Tbilisi, 20 marzo 1875 – Leningrado, 30 gennaio 1942) è stato un fisico sovietico.

## Pubblicazioni
Relatività
- Ignatowsky, W. v., Der starre Körper und das Relativitätsprinzip, in Annalen der Physik, vol. 338, n. 13, 1910,  pp. 607–630, Bibcode:1910AnP...338..607I, DOI:10.1002/andp.19103381309.

- Ignatowsky, W. v., Einige allgemeine Bemerkungen über das Relativitätsprinzip, in Physikalische Zeitschrift, vol. 11, 1910,  pp. 972–976.

- Ignatowsky, W. v., Bemerkung zu der Arbeit: Der starre Körper und das Relativitätsprinzip, in Annalen der Physik, vol. 339, n. 2, 1911,  pp. 373–375, Bibcode:1911AnP...339..373I, DOI:10.1002/andp.19113390209.

- Ignatowsky, W. v., Das Relativitätsprinzip, in Archiv der Mathematik und Physik, vol. 17, 1910,  pp. 1–24.

- Ignatowsky, W. v., Das Relativitätsprinzip, in Archiv der Mathematik und Physik, vol. 18, 1910,  pp. 17–40.

- Ignatowsky, W. v., Zur Elastizitätstheorie vom Standpunkt des Relativitätsprinzips, in Physikalische Zeitschrift, vol. 12, 1911,  pp. 164–169.

- Ignatowsky, W. v., Zum Ehrenfestschen Paradoxon, in Physikalische Zeitschrift, vol. 12, 1911,  p. 414.

- Ignatowsky, W. v., Zur Hydrodynamik vom Standpunkte des Relativitätsprinzips, in Physikalische Zeitschrift, vol. 12, 1911,  pp. 441–442.

- Ignatowsky, W. v., Über Überlichtgeschwindigkeiten in der Relativitätstheorie, in Physikalische Zeitschrift, vol. 12, 1911,  pp. 776–778.

Maggiori
- Ignatowsky, W. v., Reflexion elektromagnetisches Wellen an einem Draht, in Annalen der Physik, vol. 323, n. 13, 1905,  pp. 495–522, Bibcode:1905AnP...323..495I, DOI:10.1002/andp.19053231305.

- Ignatowsky, W. v., Berichtigung zu der Arbeit: Reflexion elektromagnetischer Wellen an einem Draht, in Annalen der Physik, vol. 323, n. 15, 1905,  p. 1078, Bibcode:1905AnP...323.1078I, DOI:10.1002/andp.19053231517.

- Ignatowsky, W. v., Diffraktion und Reflexion, abgeleitet aus den Maxwellschen Gleichungen, in Annalen der Physik, vol. 328, n. 10, 1907,  pp. 875–904, Bibcode:1907AnP...328..875I, DOI:10.1002/andp.19073281005.

- Ignatowsky, W. v., Berechnung des Widerstandes eines Drahtes bei der Reflexion von elektromagnetischen Wellen, in Annalen der Physik, vol. 328, n. 10, 1907,  pp. 905–906, Bibcode:1907AnP...328..905I, DOI:10.1002/andp.19073281006.

- Ignatowsky, W. v., Diffraktion und Reflexion, abgeleitet aus den Maxwellschen Gleichungen, in Annalen der Physik, vol. 330, n. 1, 1908,  pp. 99–117, Bibcode:1908AnP...330...99I, DOI:10.1002/andp.19083300108.

- Ignatowsky, W. v., Diffraktion und Reflexion, abgeleitet aus den Maxwellschen Gleichungen, in Annalen der Physik, vol. 331, n. 10, 1908,  pp. 1031–1032, Bibcode:1908AnP...331.1031I, DOI:10.1002/andp.19083311012.

- Ignatowsky, W. v., Über totale Reflexion, in Annalen der Physik, vol. 342, n. 5, 1912,  pp. 901–910, Bibcode:1912AnP...342..901V, DOI:10.1002/andp.19123420504.

- Ignatowsky, W. v. & Oettinger, E., Experimentelle Untersuchungen zur Totalreflexion, in Annalen der Physik, vol. 342, n. 5, 1912,  pp. 911–922, Bibcode:1912AnP...342..911I, DOI:10.1002/andp.19123420505.

- Ignatowsky, W. v., Zur Theorie der Gitter, in Annalen der Physik, vol. 349, n. 11, 1914,  pp. 369–436, Bibcode:1914AnP...349..369V, DOI:10.1002/andp.19143491103.

- Ignatowsky, W. v., Zur Theorie der Beugung an schwarzen Schirmen und Erwiderung an F. Kottler, in Annalen der Physik, vol. 319, n. 14, 1925,  pp. 589–643, Bibcode:1925AnP...382..589I, DOI:10.1002/andp.19253821402.

- Ignatowsky, W. v., Zur Theorie der Beugung an schwarzen Schirmen, in Annalen der Physik, vol. 388, n. 15, 1927,  pp. 977–978, Bibcode:1927AnP...388..977I, DOI:10.1002/andp.19273881506.

- Ignatowsky, W. v., Über doppelpolige Lösungen der Wellengleichung, in Mathematische Zeitschrift, vol. 34, 1932,  pp. 1–34, DOI:10.1007/BF01180574.